# Rob Portman
Robert Jones Portman (Cincinnati, 19 dicembre 1955) è un politico e avvocato statunitense, senatore per lo stato dell'Ohio dal 2011 al 2023, ed in precedenza membro della Camera dei Rappresentanti per lo stesso stato dal 1993 al 2005 e collaboratore dell'amministrazione Bush fra il 2005 e il 2007.

## Biografia
Nato a Cincinnati, Portman ottenne una laurea in legge dall'Università del Michigan ed esercitò la professione di avvocato a Washington.
Nel 1993 si candidò per un seggio alla Camera dei Rappresentanti come membro del Partito Repubblicano e venne eletto. Negli anni successivi fu riconfermato per altri cinque mandati.
Nel 2005 il Presidente George W. Bush nominò Portman rappresentante per il commercio e lui mantenne l'incarico fino all'anno seguente, quando gli venne offerto di dirigere l'Ufficio per la Gestione e il Bilancio all'interno della Casa Bianca. Nel giugno del 2007 Portman abbandonò anche questo incarico.
Nel 2011 Rob Portman tornò di nuovo al Congresso, stavolta al Senato, come successore del compagno di partito George Voinovich.
Nel 2016 si è ricandidato e ha ottenuto il 58% dei voti, seguito dall'ex governatore democratico Ted Strickland rimasto fermo al 37%.
Rob Portman è uno dei senatori repubblicani ad aver votato per assolvere l'ex presidente Donald Trump durante la sua seconda messa in stato di accusa per l'insurrezione al Campidoglio del 6 gennaio 2021.
Ritiratosi dal senato al termine del 117º Congresso, gli succede il compagno di partito J. D. Vance.